# Aalen Hauptbahnhof
Aalen Hauptbahnhof 3. kategóriába tartozó vasútállomás Németországban, Baden-Württemberg tartományban, Aalen városában. Tulajdonosa a Deutsche Bahn.

## Vasútvonalak
Az állomást az alábbi vasútvonalak érintik:
- Stuttgart-Bad Cannstatt–Nördlingen-vasútvonal
- Aalen–Ulm-vasútvonal
- Härtsfeldbahn
- Städtische Industriebahn Aalen

## Kapcsolódó állomások
A vasútállomáshoz az alábbi állomások vannak a legközelebb:
- Unterkochen train station (Ulm Hauptbahnhof, Aalen–Ulm-vasútvonal)
- Wasseralfingen station (Nördlingen, Stuttgart-Bad Cannstatt–Nördlingen-vasútvonal)
- Mögglingen (Gmünd) station (Stuttgart-Bad Cannstatt, Stuttgart-Bad Cannstatt–Nördlingen-vasútvonal)

## Forgalom

### Távolsági
| Járat | Útvonal                                                                         | Gyakoriság |
| ----- | ------------------------------------------------------------------------------- | --- |
| IC 61 | Karlsruhe – Pforzheim – Stuttgart – Aalen – Nürnberg (– München/ Jena – Lipcse) | Kétóránként (páratlan óra: hétfőtől péntekig: egy vonatpár Münchenből/Münchenbe, hétfőtől csütörtökig és szombaton: egy vonatpár Lipcséből/Lipcsébe) |

### Regionális
| Járat       | Útvonal                                                        | Gyakoriság | Szolgáltató     |
| ----------- | -------------------------------------------------------------- | --- | --------------- |
| IRE         | Aalen – Heidenheim – Ulm                                       | kétóránként (páratlan óra) | RAB             |
| IRE 1       | Karlsruhe – Stuttgart – Aalen                                  | kétóránként (páros óra) | Go-Ahead        |
| RE 57/RB 57 | Ulm – Heidenheim – Aalen                                       | óránként | HzL             |
| RB/RE       | Aalen – Nördlingen – Donauwörth ( – Augsburg – München-Pasing) | hétfőtől péntekig óránként; egy vonatpár naponta München-Pasingból/-ba (mint RE Donauwörth-be/ból); egy vonatpár naponta Augsburg Hbf-ről/ra | DB Regio Bayern |
| RB/RE       | Aalen – Nördlingen – Donauwörth – Augsburg – München           | Szombat-vasárnap kétóránbként (márciustól júniusig csak Donauwörthig, Aalen és Donauwörth között mint RB)                                    | DB Regio Bayern |
| RB 13       | Stuttgart – Aalen (– Ellwangen – Crailsheim)                   | félóránként (vasárnap/szabadnap: óránként); Ellwangen-ig óránként, Crailsheimig kétóránként                                                  | Go-Ahead        |
| RB 13       | Schorndorf – Schwäbisch Gmünd – Aalen                          | két járat péntek/szombat éjjel, szombat/vasárnap éjjel és ünnepnap; Schorndorfban átszállási lehetőség Stuttgart felől/felé(S 2)             | Go-Ahead        |